# Королеви криміналу
«Королеви криміналу» (англ. The Kitchen) — дебютний американський кримінальний трилер режисера Андреи Берлофф, знятий за власним сценарієм. Фільм базується на серії коміксів Vertigo «Кухня» авторів Оллі Мастерс і Мінг Дойл. Головні ролі виконали Мелісса Маккарті, Тіффані Геддіш й Елізабет Мосс. Вони зіграли дружин ірландських бандитів, які взяли на себе керування організованими злочинними операціями в районі Пекельна кухня в Нью-Йорку в 1970-х роках після того, як ФБР заарештувало їхніх чоловіків. Доналл Глісон, Джеймс Бедж Дейл, Браян д'Арсі Джеймс, Марго Мартіндейл, Common і Білл Кемп виконали ролі другого плану.
Продюсером фільму стала компанія New Line Cinema.

## Сюжет
Пекельна кухня, 1978 рік. Три жінки середнього віку одружені з членами ірландської мафії: Кеті — з добрим Джиммі, який неохоче займається справами, афроамериканка Рубі одружена з Кевіном, син Гелен і спадкоємця злочинної імперії, боязка Клер одружена з Робом, який постійно ображає її та б'є.
Однієї ночі чоловіків заарештовують агенти ФБР і засуджують до трьох років ув'язнення. Джекі стає на чолі мафії та говорить жінкам, що вони отримають захист і фінансову підтримку. Проте грошей недостатньо для нормального життя. Жінкам стає відомо, що місцеві підприємці, які знаходяться під захистом мафії, незадоволені послугами Джекі. Вони пропонують взяти це на себе та починають брати плату. Джекі дізнається, він переслідує трійцю, але його вбиває колишній член ірландської мафії Габріель О'Моллі. Після усунення Джекі влада переходить до Кеті, Клер і Рубі. Рубі та Габріель починають зустрічатися.
Жінки зустрічаються з Альфонсо Коретті, главою італійської мафії. Він пропонує їм укласти угоду та пропонує домовився про звільнення чоловіків з в'язниці. Розуміючи, що це буде загрожувати владі жінок, Коретті розширює їхні підконтрольні межі. Після виходу з в'язниці Кевін думає, що він все ще головний, Джиммі тисне на Кеті, щоб вона залишила злочинне життя, Роб лютує через зраду Клер. Вночі Роб нападає на Клер, вона вбиває його. Але невдовзі її вбиває один із членів банди.
Після похорону Клер Кеті розуміє, що Рубі пов'язана з одним із агентів ФБР. Рубі пояснює, що вона влаштувала арешт чоловіків, щоб стати головною. Пізніше Кеті дізнається, що Джиммі взяв дітей на переговори з Коретті. Розцінивши це як зраду, жінка дозволяє вбити чоловіка.
Рубі просить Кеті зустрітися. На місці для Кеті стає очевидним, що Рубі та Габріель планують вбити її, але жінка привела з собою місцевих ірландців як підтримку. Габріель зізнається, що повернувся до життя через любов до Клер, і йде. Кеті каже Рубі, що єдиний спосіб вижити для них двох — це працювати разом, тому жінки примиряються та планують підпорядкувати ще одну частину міста.

## У ролях
| Актор               | Роль             |
| ------------------- | ---------------- |
| Мелісса Маккарті    | Кеті Бреннан     |
| Тіффані Геддіш      | Рубі О'Керролл   |
| Елізабет Мосс       | Клер Волш        |
| Доналл Глісон       | Габріель О'Моллі |
| Білл Кемп           | Альфонсо Коретті |
| Марго Мартіндейл    | Гелен О'Керролл  |
| Мік Вотфорд         | Джекі            |
| Common              | Гарі Сілверс     |
| Браян д'Арсі Джеймс | Джиммі Бреннан   |
| Джеймс Бедж Дейл    | Кевін О'Керролл  |
| Джеремі Бобб        | Роб Волш         |
| Алісія Коппола      | Марія Коретті    |
| Е.Дж. Бонілья       | Гонсало Мартінес |
| Джеймс Чікконе      | Джо Гун          |
| Джон Шаріян         | Даффі            |
| Стівен Сінгер       | Герб Канфер      |
| Брендон Уранович    | Шмулі Чудакофф   |

## Виробництво

### Створення фільму
У лютому 2017 року Андреа Берлофф підписала контракт на адаптацію мінісерії коміксів «Кухня» (Vertigo), створених Оллі Мастерс і Мінг Дойл. Берлофф вже було доручено написати сценарій для кіноадаптації, але вона вразила керівників New Line Cinema, що просуватиме фільм, «чіткою та підривною» перспективою.

### Кастинг
У листопаді 2017 року Тіффані Геддіш отримала роль у фільмі однією з трьох головних жіночих персонажів. У лютому 2018 року Мелісса Маккарті приєдналася до неї. У березні 2018 року Елізабет Мосс стала третьою головною акторкою, крім того Марго Мартіндейл, Білл Кемп і Браян д'Арсі Джеймс також отримали ролі. У квітні 2018 року Донал Глісон, Common, Джеймс Бедж Дейл, Джеремі Бобб, Мік Вотфорд і Алісія Коппола приєдналися до акторського складу. У травні 2018 року стало відомо, що Джеймс Чікконе виконає роль у фільмі.

### Знімання
Основне знімання почали 7 травня 2018 року у Нью-Йорку, а завершені у вересні 2018 року.

## Випуск
Перший офіційний трейлер вийшов 30 травня 2019 року. У США фільм вийшов 9 серпня 2019 року за сприяння Warner Bros. Pictures. В Україні прем'єра стрічки відбулась 8 серпня 2019 року.

## Сприйняття

### Касові збори
У США та Канаді фільм вийшов разом з «Дора і загублене місто», «Очима собаки», «Страшні історії для розповіді у темряві», «Браян Бенкс» і, за прогнозами, мав зібрати 9-14 мільйонів доларів у свої перші вихідні. Його демонстрували у 2742 кінотеатрах, що стало найменшим широким випуском у кар'єрі Мак-Карті. Після касових зборів у перший день у розмірі 1,8 мільйона доларів, оцінки були знижені до 5-6 мільйонів доларів. У перші вихідні фільм зібрав 5,5 мільйонів доларів — найгірший показник у кар'єрі Мак-Карті та Геддіш, серед стрічок у широкому прокаті за перший вікенд. Популярність опустилась на 60 % у другі вихідні, отримавши $ 2,2 мільйона, у треті касові збори склали $ 342 506. Касові збори в Україні становлять 2 716 951 гривні. «Голлівуд репортер» зазначив, що фільм втратив «десятки мільйонів» для студії, хоча він може знайти успіх серед домашнього медіа.

### Критика
На сайті Rotten Tomatoes фільм має рейтинг схвалення 22 %, оснований на 210 відгуках від критиків, з середнім рейтингом 4,42 / 10. У критичному консенсусі зазначено: «З трьома талановитими головними акторками, намагаються підтримати провислу історію, „Королеви криміналу“ — це безладний кримінальний трилер, який терміново потребує капітального оновлення». На Metacritic рейтинг стрічки 36 зі 100, оснований на 40 відгуках, що вказує на «в цілому несприятливі відгуки». Глядачі, опитані CinemaScore, дали фільму середню оцінку"B-" за шкалою від A до F.
Овен Гліберман з «Вераєті» описав фільм: «Такий же самий як „Вдови“, але не такий хороший». Він критикував сценарій, але похвалив гру Мак-Карті. Тай Берр з «Бостон глоуб» написав: «Є тільки один Скорсезе, і його тут немає».
Мік Ласалль з «Сан-Франциско кронікл» сказав: «Говорячи про жінок-гангстерів, жоден огляд стрічки „Королеви криміналу“ не повинен пройти повз Марго Мартіндейл, яка краде кожну сцену, в якій вона знаходиться як очільниця мафії — хриплий голос монстра з зухвалим словниковим запасом і великою фотографією Джона Ф. Кеннеді на її стіні. Мартіндейл має бути злою та отримати стільки задоволення на екрані, скільки вона може бути без усмішки».